# 하인츠 헤르만
하인츠 헤르만(독일어: Heinz Hermann, 1958년 3월 28일 ~ )은 스위스의 전 축구 선수, 전 축구 감독으로, 선수 시절 미드필더로 활약하였다.

## 같이 보기
- A매치 100경기 이상 출전한 축구 선수 명단